# آرلینگتون (اوهایو)
آرلینگتون (به انگلیسی: Arlington) یک روستا در ایالات متحده آمریکا است که در شهرستان هنکاک، اوهایو واقع شده‌است. آرلینگتون ۲٫۰۷ کیلومتر مربع مساحت و ۱٬۴۵۵ نفر جمعیت دارد و ۲۶۳ متر بالاتر از سطح دریا واقع شده‌است.